# Metal for Muthas
Metal for Muthas è il nome di due raccolte heavy metal realizzate durante la New Wave of British Heavy Metal.
La prima raccolta Metal For Muthas (Volume I) uscì nel Febbraio 1980 per l'etichetta discografica Sanctuary Records. 
La raccolta è stata compilata dal DJ Neil Kay con una selezione del meglio degli allora debuttanti gruppi heavy metal britannici, fra cui spiccano gli Iron Maiden.
La raccolta è considerata un'importante testimonianza dell'ascesa dell'heavy metal post-punk, anche se all'epoca le opinioni erano contrastanti. L'album originale raggiunse la 12ª posizione in classifica degli LP britannici e divenne il presupposto per una tournée dei gruppi che avevano contribuito alla raccolta. Gli Iron Maiden, headliner del tour, divennero così strettamente legati alla Sanctuary Records, che prese il proprio nome dalla canzone della formazione britannica.
Metal for Muthas fu seguita da una seconda raccolta dello stesso genere, Metal for Muthas (Volume II). La raccolta presentava artisti di minore rilievo della NWOBHM, tuttavia rimane esemplificativa della scena underground dell'heavy metal di fine anni settanta ed inizio anni ottanta.

## Tracce
Volume I
1. Iron Maiden - Sanctuary
2. Sledgehammer - Sledgehammer
3. E.F. Band - Fighting for Rock and Roll
4. Toad The Wet Sprocket - Blues in A
5. Praying Mantis - Captured City
6. Ethel the Frog - Fight Back
7. Angel Witch - Baphomet
8. Iron Maiden - Wrathchild
9. Samson - Tomorrow or Yesterday
10. Nutz - Bootliggers

Volume II
1. Trespass - One of These Days
2. Eazy Money - Telephone Man
3. Xero - Cutting Loose
4. White Spirit - High Upon High
5. Dark Star - Lady of Mars
6. Horsepower - You Give Me Candy
7. Red Alert - Open Heart
8. Chevy - Chevy
9. The Raid - Hard Lines
10. Trespass - Storm Child